# I"s
I"s（日语：アイズ）是日本漫画家桂正和的漫畫作品。於《週刊少年Jump》（集英社）1997年19號至2000年24號期間進行連載，單行本全15卷。
本作命名为「I"s」，原因一是四个主要人物的名字都以日文的（羅馬拼音為「I」）开头（第五个人物麻生蓝子名字的第一个发音与英語字母「I」发音相同），以字母「s」表示复数之意；二是伊织在与一贵的第一次合作中，把他们的两人小团体命名为I"s。絕大部分都是透過第一人稱的方式從主角瀨戶一貴的觀點切入，有著大量描述一貴心聲的對白文字、妄想等等。瀨戶一貴並沒有特殊的專長，長相不出眾，體能學業也普普，對男女之情也有著常人的七情六慾，就如同戀愛模擬遊戲常見的男主角的設定一般，這樣的設定方式使讀者在讀《I"s》的時候容易融入故事裡。

## 劇情简介
一贵的高中同学伊织是一个靓丽文静的女生。由于其清纯的外表加上经常参加剧团演出以及雜誌封面制作，因此在同学中有很高的知名度，甚至有同学为她组织了后援会。一贵作为一个并无十分特色的男生，一直暗恋伊织，却因為自己的逆反心理而在表面上不断对伊织故意冷淡，只有一貴的好友寺谷知道一貴對伊織的愛慕。这时发生了部分学生偷窥伊织换衣的事件，也因为一贵和朋友寺谷的鼎力相助，伊织才逃脱出魔掌。伊织在逃脱后还对一贵有误解，却被深受压抑的一贵怒斥。也因为误解的消除，他们开始了新的进展。
在他们关系逐渐热化的时候，一贵小时候的玩伴秋叶季子从美国回来追求他。伊织也产生误会以为他的所爱就是季子，在复杂的心理中希望一贵能成功向季子表白。最终季子明白伊织才是一贵的所爱，因此离开了日本。
在一次学生的温泉旅行中，矶崎泉因为一系列巧合而开始对一贵进行疯狂地追求，并让伊织的误会逐渐加深。一贵的朋友寺谷开玩笑陷害一贵进入女汤，从而让伊织十分鄙视一贵，还好最终误会解除。由于矶崎泉的热情表现，让一贵陷入了诱惑中。但他最终拒绝了矶崎泉，表示伊织才是他的追求目标。
在平安夜的约会中，寺谷给一贵创造机会来向伊织表白。而伊织不置可否的回应（说喜欢所有同学）让一贵感到迷茫。在回家的地铁上，伊织问他向谁表白时，他终于鼓起勇气说是“向你”。伊织在沉默良久后，也表示自己其實也一直在单恋一贵。双方的表白终于结束了各自高中三年的单恋。
伊织被艺能公司看中后，女负责人古川要求一贵不要公开他与伊织的爱情，因此他们的事情只有少数几个同学知道。同时成绩公布，一贵没考上大学。他们在保密的情况下和同学们开始了毕业旅行，经过朋友的换房，他们终于能同居一室。第二天换房却因为寺谷的叔叔的暗箱操作而让一贵和小泉同一间。一贵在抵抗了小泉的诱惑后，告诉了小泉他与伊织拍拖的事情，让小泉伤心的离开了房间。当晚伊织被公司有急事叫走，而与伊织同一间房的木田因为企图偷拍而被同学绑在了电线杆上。
一贵搬离了自己的家，开始了新的生活。伊织每过几天都会来看一贵，虽然只有短短的时间，但让他很满足。邻居麻生蓝子是个长得很象伊织的女生，也因为她，一贵和伊织发生了误会，甚至差点分手。小泉在一段日子的平静之后找到了一贵的住所，并展开了新的攻势，与他、寺谷和蓝子一起玩“手足并用”的情色游戏。此时的伊织也在艺能界发展自己的关系，而她给一贵所写的信和送的生日礼物，都被古川扣留了。古川允许一贵和伊织一起玩一天，而一贵却在聊天时吃醋抛伊织离去。回家后他遇到了同样失落的蓝子，并陪蓝子找到了她的男朋友田中，没想到田中早已放弃了蓝子。他打不通伊织的电话（伊织电话已被改掉），又在无聊的抛玩时不慎让手机落入河中，从而暂时失去了和伊织的联系方式。
一贵在寺谷家吃饭时，寺谷的哥哥给他放了一段广告，里面的刺激性语句疑有预谋杀伊织的企图。吃饭回家后，他正好（或许是蓝子故意的）遇到搬家后回来取东西的蓝子。在伊织和蓝子之间他作出了艰难的取舍，最终依然委婉的拒绝了蓝子。他认为那段广告是有实质企图的，于是向同学越苗学习防身术，并且在伊织所在的艺能公司对面开始了长期的监视，結果卻被其他歌迷当成暗杀者而遭到痛打。之后他鼓足勇气走进公司，在受到总监神乃木的夷落后又遇到刚游泳运动完后上来的伊织。因为害怕自己耽误伊织的前程，他违心地向伊织提出了分手。
在伊织公演那天，一贵的所有朋友都来找他，希望他出来和伊织说清楚。一贵在前去的时候，却发现躲在暗处想要谋害伊织的网络变态（正是以前在學校裡偷窥伊织换衣并曾绑架过伊织的同学）。他在搏斗中把对方踢下平台，自己也因为头部流血而昏迷不醒。在昏迷时他长期处于梦境中，梦到自己与伊织重新开始中学生活，并快乐的在一起。而在他的朋友的努力下，伊织终于知道了一贵住院的消息。因为公演即将开始，所以她先打电话给一贵希望他快康复。在爱的呼唤中，一贵终于醒来了……
最终伊织放弃了舞台，回到了一贵身边。他们和朋友们一起开了PARTY，并观看了季子从美国寄来的DVD。从此一贵终于抓住了自己的梦想，与自己所爱的人在一起幸福的生活。

## 登場人物
聲優配音有2002年和2006年的區分，以下以2002版/2006版來表示。
濑户一贵（聲：櫻井孝宏/野村勝人）
本作主角。一名普通的高中生，天秤座，生于1980年10月3日，16岁时开始暗恋同班女生苇月伊织，個性優柔寡斷。本作大部分的視點都是由一貴內心想法切入的。
苇月伊织（聲：佐久間紅美/伊藤靜）
白羊座，生于1981年3月21日。本作的第一女主角，一贵的同班同学，爱好剧团演出。因長相出眾而被星探相中，試圖朝演藝圈發展。個性溫柔賢淑，端莊有禮，基本上屬於大和撫子的完美女性。葦月在漫畫圈是有著極高人氣的角色。
秋叶季子（聲：仲西環/中世明日香）
一贵的青梅竹马，比一貴小一歲，從兒時就喜歡著一貴，並一直保持著「朋友以上，戀人未滿」的關係。4年前随父母到美国定居。本作初期就回到日本。身形嬌小，個性活潑開朗，表面上很天真，其實卻是很有自己人生觀和準則的女孩子。常常鼓勵一貴要誠實面對自己，勇敢追求自己的夢想。和一貴相處一段間後，終於了解到自己喜歡的其實是「喜歡著另一個女生而散發光芒的一貴」，決定離開一貴，隨竹崎老師赴美從事電影特效造型工作。季子是本作早期的另一個女主角，也是一貴除了伊織以外最喜歡的女生(和小泉及麻生相比)。
矶崎泉（聲：無/門脇舞以）
處女座，生於1982年8月25日(是本作除了一貴和伊織以外唯一被表明生日的角色)，一贵在温泉旅游时认识的一名女生，後來知道是自己灣田高中小兩屆的學妹。在遇到一贵后就一直喜欢他。個性活潑、高調、熱情，性觀念很開放，雖然身為女生但非常積極主動，動不動就熱吻甚至獻身，直到一貴和她表明已經和葦月在交往後才收斂一些(但似乎還是沒有完全放棄)。小泉是本作中期的另一個女主角，一貴每每遭到小泉的熱情誘惑都快把持不住，對小泉主動的個性也很沒輒，因此到後來對小泉常抱著避而遠之的態度。瀨戶對小泉的感覺大概只有「性」而已。
麻生蓝子
一贵在居时的邻居，雙子座，從秋田縣來到東京念大學的女生，比一貴大一歲(大學二年級)。她与男朋友过着異地戀的生活，回到秋田见面时才知道她早已被抛弃。個性有些迷糊，非常單純善良。隨著相處時間的累積，藍子漸漸喜歡上一貴，但知道自己不該干擾一貴和伊織的感情，所以選擇搬走離開。藍子是繼伊織和季子外，有感情的女孩。
寺谷靖雅（聲：私市淳/小伏申之）
一贵最好的朋友，非常好色(並且不怕表現出來)，经常出歪点子，其实為人不错，自稱戀愛專家，每每讓一貴諮詢各種戀愛問題，從頭到尾都很挺一貴。寺谷在一貴受傷時強行進入公演舞台後門告知葦月的舉動對挽回兩人的感情非常關鍵。在高三的聖誕夜拒絕了森崎祐加的告白。
越苗纯（聲：石田彰/無）
一名长相清秀的男同学，同性戀者，喜歡班導師廣巳(不過畢業後已放棄)，也有點喜歡著一貴。剛登場時和一貴似乎有點敵對關係，校外教學結束後誤會化解，並漸漸成為一貴除了寺谷以外，另一個可以放心討論感情問題的摯友，越苗也对一贵和伊织的爱情极为支持。看似文弱的越苗其實擅长武术，是葦月在「泡沫之城」被誘拐時救了她的最大功臣，故事後期教了一貴的防身術也派上莫大用場。
森崎祐加（聲：河原木志穗/後藤邑子）
一貴的同班同學，伊织的朋友，在本作早期就有登場，但到中盤才被賦予姓名。經過校外教學之後喜歡上寺谷。曾经在平安夜时对寺谷表白过，但遭到拒绝。因為是配角的關係，個性設定並不明顯，但森崎是同學之間蠻早就看出葦月和瀨戶互相喜歡的人之一。
奈美（聲：小林沙苗/鈴木菜穗子）
一貴的同班同學，伊织的朋友，個性設定明顯的配角，有著大姐姐的性格，性觀念也很開放，是一貴的同學中戀愛經驗最多的人。奈美很早就看出葦月和瀨戶互相喜歡，知道他們在交往以後也多所協助。
川崎美代子
一貴的同班同學，早期就有登場但戲份不多的配角。高中畢業後外型改變很大，念服裝設計。
木田茂吉
一貴的同班同學，早期就有登場(外型有些微差異)。沒交過女朋友。迷戀依織的美貌，知道伊織在演藝圈成名後更是變成瘋狂追求者，造成依織和大家的困擾，漸漸被大家排擠。

## 出版書籍
單行本
| 冊數 | 集英社         | 集英社             | 東立出版社     | 東立出版社         | 天下出版      | 天下出版               |
| 冊數 | 發售日期       | ISBN               | 發售日期       | ISBN               | 發售日期      | ISBN                   |
| ---- | -------------- | ------------------ | -------------- | ------------------ | ------------- | ---------------------- |
| 1    | 1997年9月9日   | ISBN 4-08-872411-9 | 1998年3月25日  | ISBN 957-34-6192-7 | 1998年4月6日  | ISBN 978-962-9532-40-6 |
| 2    | 1997年11月9日  | ISBN 4-08-872412-7 | 1998年5月5日   | ISBN 957-34-6193-5 | 1998年3月14日 | ISBN 978-962-9532-47-5 |
| 3    | 1997年12月29日 | ISBN 4-08-872506-9 | 1998年6月5日   | ISBN 957-34-6662-7 | 1998年4月6日  | ISBN 978-962-9532-77-2 |
| 4    | 1998年3月9日   | ISBN 4-08-872531-X | 1998年6月15日  | ISBN 957-34-6663-5 | 1998年4月6日  | ISBN 978-962-9533-19-9 |
| 5    | 1998年5月6日   | ISBN 4-08-872553-0 | 1998年8月5日   | ISBN 957-34-7003-9 | 1998年5月30日 | ISBN 978-962-9533-45-8 |
| 6    | 1998年8月9日   | ISBN 4-08-872592-1 | 1998年10月5日  | ISBN 957-34-7004-7 | 1998年9月4日  | ISBN 978-962-9534-40-0 |
| 7    | 1998年10月7日  | ISBN 4-08-872617-0 | 1998年12月25日 | ISBN 957-34-7497-2 | 1998年11月6日 | ISBN 978-962-9534-80-6 |
| 8    | 1998年12月8日  | ISBN 4-08-872639-1 | 1999年2月25日  | ISBN 957-34-7498-0 | 1999年1月8日  | ISBN 978-962-9535-10-0 |
| 9    | 1999年3月9日   | ISBN 4-08-872681-2 | 1999年4月5日   | ISBN 957-34-8143-X | 1999年3月27日 | ISBN 978-962-9535-49-0 |
| 10   | 1999年6月8日   | ISBN 4-08-872727-4 | 1999年8月25日  | ISBN 957-34-8144-8 | 1999年6月26日 | ISBN 978-962-9535-97-1 |
| 11   | 1999年8月9日   | ISBN 4-08-872747-9 | 1999年9月25日  | ISBN 957-34-8745-4 | 1999年8月31日 | ISBN 978-962-9536-38-1 |
| 12   | 1999年11月9日  | ISBN 4-08-872791-6 | 2000年1月15日  | ISBN 957-34-8746-2 |               |                        |
| 13   | 2000年2月7日   | ISBN 4-08-872821-1 | 2000年5月5日   | ISBN 957-34-9497-3 | 2000年3月17日 | ISBN 978-962-9537-59-3 |
| 14   | 2000年4月9日   | ISBN 4-08-872846-7 | 2000年6月5日   | ISBN 957-34-9498-1 | 2000年5月26日 |                        |
| 15   | 2000年7月9日   | ISBN 4-08-872887-4 | 2000年9月25日  | ISBN 957-73-1330-2 | 2000年8月1日  | ISBN 978-962-9538-29-3 |

完全版
| 冊數 | 集英社         | 集英社             | 東立出版社     | 東立出版社             | 玉皇朝        | 玉皇朝                 |
| 冊數 | 發售日期       | ISBN               | 發售日期       | ISBN                   | 發售日期      | ISBN                   |
| ---- | -------------- | ------------------ | -------------- | ---------------------- | ------------- | ---------------------- |
| 1    | 2005年12月19日 | ISBN 4-08-877009-9 | 2008年3月28日  | ISBN 978-986-10-1090-8 | 2023年4月24日 | ISBN 978-988-8821-06-8 |
| 2    | 2005年12月19日 | ISBN 4-08-877010-2 | 2008年4月8日   | ISBN 978-986-10-1091-5 | 2023年4月24日 | ISBN 978-988-8821-63-1 |
| 3    | 2006年1月19日  | ISBN 4-08-877011-0 | 2008年5月6日   | ISBN 978-986-10-1092-2 | 2023年4月24日 | ISBN 978-988-8821-64-8 |
| 4    | 2006年1月19日  | ISBN 4-08-877012-9 | 2008年8月26日  | ISBN 978-986-10-1093-9 | 2023年4月24日 | ISBN 978-988-8821-65-5 |
| 5    | 2006年2月17日  | ISBN 4-08-877013-7 | 2008年10月21日 | ISBN 978-986-10-1094-6 | 2023年4月24日 | ISBN 978-988-8821-66-2 |
| 6    | 2006年2月17日  | ISBN 4-08-877014-5 | 2008年10月31日 | ISBN 978-986-10-1095-3 | 2023年4月24日 | ISBN 978-988-8821-67-9 |
| 7    | 2006年3月17日  | ISBN 4-08-877015-3 | 2008年12月9日  | ISBN 978-986-10-1096-0 | 2023年4月24日 | ISBN 978-988-8821-68-6 |
| 8    | 2006年3月17日  | ISBN 4-08-877016-1 | 2008年12月25日 | ISBN 978-986-10-1097-7 | 2023年4月24日 | ISBN 978-988-8821-69-3 |
| 9    | 2006年4月19日  | ISBN 4-08-877017-X | 2009年1月22日  | ISBN 978-986-10-1098-4 | 2023年4月24日 | ISBN 978-988-8821-70-9 |
| 10   | 2006年5月19日  | ISBN 4-08-877018-8 | 2009年1月22日  | ISBN 978-986-10-1099-1 | 2023年4月24日 | ISBN 978-988-8821-71-6 |
| 11   | 2006年6月19日  | ISBN 4-08-877019-6 | 2009年2月5日   | ISBN 978-986-10-1100-4 | 2023年4月24日 | ISBN 978-988-8821-72-3 |
| 12   | 2006年7月19日  | ISBN 4-08-877020-X | 2009年2月5日   | ISBN 978-986-10-1101-1 | 2023年4月24日 | ISBN 978-988-8821-73-0 |

- 小說版 『I"s』（著者：富田祐弘）

| 冊數 | 集英社        | 集英社             |
| 冊數 | 發售日期      | ISBN               |
| ---- | ------------- | ------------------ |
| 全   | 1998年10月8日 | ISBN 4-08-703071-7 |

## OVA

### I"s 夏日物语
《I"s 夏日物语》（フロム I"s アイズ 〜もうひとつの夏の物語〜）於2002年出版前编、2003年出版后编。剧情是描述伊织在湖边拍摄影时遭遇的一段故事，与原作无关完全是原創故事。

#### 配音員
※ 以前面為主後面為副來標記。
- 葦月伊織 - 佐久間紅美 / 仲根かすみ
- 瀨戶一貴 - 櫻井孝宏 / 吉岡美穂
- 秋葉季子 - 仲西環 / 磯山沙也加
- 寺谷靖雅 - 私市淳
- 越苗純 - 石田彰
- 奈美 - 小林沙苗
- 森崎祐加 - 河原木志穂
- 市村洋介 - 一条和矢

#### 製作人員
- 監督、分鏡 - 杜野幼青
- 系列構成、劇本 - 影山楙倫
- 演出 - 内田祐司
- 人物設計 - 鈴真
- 作画監督 - 高木信一郎
- 美術監督 - 伊藤聖
- 色彩設計 - 中田亮大
- 攝影監督 - 白井久男
- 編輯 - 瀬山武司
- 音響監督 - 本田保則
- 音楽 - Torsten Rasch
- 製作人 - 津野竜之輔、越中おさむ
- 制作協力 - Arms
- 動畫製作 - Studio Pierrot
- 製作 - h.m.p、DigiCube

### I"s Pure
2005年12月14日开始出版《I"s Pure》的系列动画，共6集。动画采取从一贵圣诞节时和伊织约会为开始，以追忆的方式描述了他在中学期间对伊织的追求故事。与漫画不同的是，漫画中的心理描写和比较暴露的情色情节都被忽略或者简化，并采用《一贵的妄想日记》的方式与主情节分开来描述主人公的幻想部分。

#### 配音員
- 瀨戶一貴 - 野村勝人
- 葦月伊織 - 伊藤静
- 秋葉季子 - 中世明日香
- 寺谷靖雅 - 小伏伸之
- 森崎祐加 - 後藤邑子
- 奈美 - 鈴木菜穂子
- 磯崎 泉 - 門脇舞
- 古川理惠 - 勝生真沙子
- カミノギ イサイ - 諸角憲一
- 鮫島/Marionette King -成瀬誠
- 花園廣巳 - 江川央生
- 瀨戶貴子 - 湯屋敦子

#### 製作人員
- 監督 - 神戶守
- 系列構成、劇本 - 大石哲也
- 人物設計 - 鈴真
- 美術監督 - 常盤庄司
- 色彩設計 - 中田亮大
- 攝影監督 - 山口則和
- 編輯 - 瀬山武司
- 音響監督 - 清水勝則
- 音樂 - 小西香葉、近藤由紀夫
- 動畫製作人 - 津野竜之輔、越中おさむ
- 動畫製作 - Arms
- 製作 - Studio Pierrot
- 監製 - Liverpool

#### 主題曲
片頭曲
作詞 - 松尾康冶 / 作曲 - Kacky / 編曲 - 大石憲一郎 / 歌 - Mizuho
片尾曲
作詞 - 松尾康冶 / 作曲 - Kacky / 編曲 - 桑田衛 / 歌 - Mizuho

#### 各話列表
| 話數 | 副標題                  | 分鏡     | 演出     | 作画監督    |
| ---- | ----------------------- | -------- | -------- | ----------- |
| 1    | au commencement（始まり）     | 神戶守   | 小高義規 | 宮田奈保美  |
| 2    | souvenir（回想）            | 岩永彰   | 岩永彰   | 鈴真        |
| 3    | adieu（別れ）               | 小高義規 | 小高義規 | EUM IK HYUN |
| 4    | vertige（めまい）             | 岩永彰   | 岩永彰   | 嶋田俊彦    |
| 5    | declaration d'amour（告白） | 小高義規 | 小高義規 | 白石涼子    |
| 6    | ensemble（一緒に）            | 岩永彰   | 岩永彰   | 鈴真        |

## 電視劇
2018年12月21日開始於BS SKY PerfecTV!播出。
演出：（角色名／演員）
- 男主角・瀬戸一貴／岡山天音
- 女主角・葦月伊織／白石聖
- 秋葉季子／柴田杏花
- 磯崎泉／萩原農
- 麻生藍子／加藤小夏
- 寺谷靖雅／伊島空
- 越苗純／小越勇輝
- 木田茂吉／富田佳輔
- 奈美／春花
- 森崎祐加／須藤希
- 鮫島／水石亞飛夢
- 花園廣巳／宇梶剛士
- 竹澤隆志／竹財輝之助
- 瀬戸貴子／布施繪理
- 一貴之父／荒木誠
- 美代子／牧野羽咲
- 演劇部部長／中山龍也

## 註解
1. ↑  東立中文版,vol 14,p195
2. ↑  東立中文版,vol 11,p184
3. ↑  . シネマカフェ (イード). 2017-10-30  [2017-10-30]. （原始内容存档于2017-11-05）.